# بغي
في الإسلام، البغيُ هو الخروج على الإمام العادل، ونكث بيعته ومخالفته في أحكامه، وقتاله ومنع تسليم الحق إليه. وقد يكون البغي على الإمام أو على طائفة من المسلمين. أجمع المسلمون على حرمة البغي ووجوب اتباع الإمام. في حالة بغي طائفة من على طائفة ليس فيها الإمام، مثل الدولتين المسلمتين أو القبيلتين أو نحو ذلك، فإنه يجر على سائر المسلمين الإصلاح بينهما. فإن أصرت الباغية على ذلك، قاتَلوها حتى تكف عن بغيها.

## التعريف
في اللغة، للبغي معنيان: طلب الشيء، كما في الآية ﴿لَقَدِ ابْتَغَوُا الْفِتْنَةَ مِن قَبْلُ﴾ أو الظلم وتجاوز الحدّ، وجنسٌ من الفساد. ومن ذلك إطلاق البغيّ على التي زنت كما في بعض الآيات؛ لما في الزنا من الفساد وتجاوز الحدّ وفقاً للإسلام. وكذلك إطلاق الباغي لمن سعى بالفساد وعدل عن القصد.

## معاملة البغاة
1- إذا خرج البغاة على الإمام فعليه أن يراسلهم، ويسألهم ما تنقمون منه، فإن ذكروا مظلمة أزالها، وإن ادعوا شبهة كشفها.
فإن رجعوا وإلا وعظهم وخَوَّفهم القتال، فإن أصروا قاتلهم، وعلى رعيته معونته حتى يندفع شرهم وتطفأ فتنتهم.
2- إذا قاتلهم الإمام فلا يقتلهم بما يعم كالقذائف المدمرة، ولا يجوز قتل ذريتهم ومُدبِرهم وجريحهم ومن ترك القتال منهم.
ومن أُسِر منهم حُبس حتى تخمد الفتنة، ولا تغنم أموالهم ولا تسبى ذراريهم.
3- بعد انقضاء القتال وخمود الفتنة ما تلف من أموالهم حال الحرب فهو هدر، ومن قتل منهم فهو غير مضمون، وهم لا يضمنون مالاً ولا أنفساً تلفت حال القتال.
- إذا اقتتلت طائفتان لعصبية أو رئاسة فهما ظالمتان، وتضمن كل واحدة ما أتلفت على الأخرى

توبة من ارتكب جريمة توجب حداً:
إن كانت توبته بعد القدرة عليه فهذه التوبة لا تسقط الحد.
وإن كانت توبة مرتكب الجريمة الحديَّة قبل القدرة عليه فتقبل توبته، وتُسقط عنه الحد، رحمة من رب العالمين برفع العقاب عن المذنبين التائبين.
1- قال الله تعالى: (إِنَّمَا جَزَاءُ الَّذِينَ يُحَارِبُونَ اللَّه وَرَسُولَهُ وَيَسْعَوْنَ فِي الأَرْضِ فَسَاداً أَنْ يُقَتَّلُوا أَوْ يُصَلَّبُوا أَوْ تُقَطَّعَ أَيْدِيهِمْ وَأَرْجُلُهُمْ مِنْ خِلافٍ أَوْ يُنفَوْا مِنْ الأَرْضِ ذَلِكَ لَهُمْ خِزْيٌ فِي الدُّنيَا وَلَهُمْ فِي الآخِرَةِ عَذَأبٌ عَظِيمٌ (33) إِلاَّ الَّذِينَ تَأبُوا مِنْ قَبْلِ أَنْ تَقْدِرُوا عَلَيْهِمْ فَاعْلَمُوا أَنَّ اللَّه غَفُورٌ رَحِيمٌ) (المائدة/33-34).
2- قال الله تعالى: (وَالَّذِينَ عَمِلُوا السَّيِّئَاتِ ثُمَّ تَأبُوا مِنْ بَعْدِهَا وَآمَنُوا إِنَّ رَبَّكَ مِنْ بَعْدِهَا لَغَفُورٌ رَحِيمٌ) (الأعراف/153).
حد البغي أثناء المقابلة: القتال ودفعهم بأسهل ما يندفعون به، بيان جواز قتلهم أثناء المقابلة.